# Sneeuwpatrijs
De sneeuwpatrijs (Lerwa lerwa) is een vogel uit de familie fazantachtigen (Phasianidae). De wetenschappelijke naam van de soort is voor het eerst geldig gepubliceerd in 1833 door Hodgson.

## Voorkomen
De soort komt voor van de Himalaya tot centraal China.

## Beschermingsstatus
Op de Rode Lijst van de IUCN heeft de soort de status niet bedreigd.